# Dasylirion durangense
Dasylirion durangense ist eine Pflanzenart der Gattung Dasylirion in der Familie der Spargelgewächse (Asparagaceae). Ein englischer Trivialname ist „Soyate“.

## Beschreibung
Dasylirion durangense  bildet einen Stamm von 50 bis 100 cm Höhe. Die variablen, wachsartigen bläulichen bis grünen Laubblätter sind 60 bis 100 cm lang und 12 bis 20 mm breit. Die Randdornen sind unregelmäßig nach oben gerichtet.
Der rispige, holzige, rotgefärbte Blütenstand wird 2 bis 4 m hoch. Die zahlreichen Blüten sind gelb.
Die eiförmige, braune Kapselfrüchte enthalten einen Samen und sind 6 bis 8 mm lang und 5 bis 7 mm breit. Die dreikantigen Samen sind 3 mm lang und 2 mm breit.
Die Blühperiode reicht von Juni bis August.

## Verbreitung und Systematik
Dasylirion durangense ist in Mexiko in Durango und Zacatecas in Höhenlagen von 1800 bis 2100 m verbreitet. Die Art wächst an steinigen Hängen vergesellschaftet mit Yucca decipiens, Nolina durangensis und Opuntia-Arten.
Die Erstbeschreibung erfolgte 1911 durch William Trelease.
Das seltene Dasylirion durangense ist ein Mitglied der Sektion Glaucophyllum. Es ist nur in begrenzten Gebieten in Durango und Zacatecas verbreitet. Die Art ist nahe verwandt mit Dasylirion wheeleri, jedoch sind Unterschiede in Blütenstand und Fruchtstruktur erkennbar.
Dasylirion durangense kann kurze Frostperioden bis minus 8 °C überstehen. Dasylirion durangense ist kaum bekannt.

## Nachweise